# Libertariansk science fiction
Libertariansk science fiction är en subgenre inom science fiction som för fram libertarianska idéer om individens kamp för frihet. Till de mest kända författarna hör Ayn Rand (vars roman Och världen skälvde är ett av de mest inflytelserika litterära verken någonsin) och Ray Bradbury samt författaren Robert A. Heinlein som i Revolt mot jorden berättar om hur kolonister på månen gör uppror mot det jordiska styret.
Genren är inte enhetlig, men gemensamma drag som skiljer den från framtidsdystopier som George Orwells 1984 är att den ofta fokuserar på invidernas kamp mot kollektivistiska onda regimer och för kapitalismen i olika former. Den mest utpräglade politiskt och filosofiskt laddade boken är Ayn Rands 1200-sidiga Och världen skälvde där hon presenterar sin egen filosofi, objektivismen, i ett drygt 100 sidor långt tal som hjälten John Galt håller. Boken för fram handel som den enda moraliska principen, eftersom handeln enligt Rand är en transaktion som bygger på frivilligt utbyte av varor och tjänster. Boken kritiserar inte bara politik, den tar avstånd från politiken som väg. Motståndet i boken består av att vägra delta i det som motståndsmännen och -kvinnorna ser som ett ont plundrarsystem.